# Naxa angustaria
Naxa angustaria är en fjärilsart som beskrevs av John Henry Leech 1897. Naxa angustaria ingår i släktet Naxa och familjen mätare. Inga underarter finns listade i Catalogue of Life.